# 유럽 고속도로 604호선
유럽 고속도로 604호선(European route E604)은 프랑스의 투르에서 출발하여 비에르종까지 이어주는 총 연장이 128 km인 유럽 고속도로 노선망으로, 해당 도로는 B클래스급 간선도로이다.

## 주요 경유지
- 프랑스
  - 투르 : 유럽 고속도로 05호선, 유럽 고속도로 60호선, 유럽 고속도로 502호선
  - 비에르종 : 유럽 고속도로 11호선